# Hobday Island
Hobday Island är en ö i Kanada.   Den ligger i territoriet Nunavut, i den nordöstra delen av landet, 3 100 km nordväst om huvudstaden Ottawa. Arean är 25,2 kvadratkilometer.
Terrängen på Hobday Island är platt. Öns högsta punkt är 59 meter över havet. Den sträcker sig 6,1 kilometer i nord-sydlig riktning, och 6,9 kilometer i öst-västlig riktning.